# ぼくのそんごくう
『ぼくのそんごくう』は、手塚治虫の少年漫画作品。中国・明代の小説『西遊記』を翻案して漫画化した作品である。1952年から1959年にかけて、秋田書店の少年漫画誌『漫画王』に連載された。初出時のタイトルはすべてひらがなであるが、後の単行本化の際には『ぼくの孫悟空』と改められている。

## 概要
東勝神州は傲来国の花果山山頂の石から生まれた孫悟空が、須菩提祖師の下で修行を積み、天界に入って大暴れの後に幽閉され、仏門に入って三蔵法師のお供となり取経の旅行を続ける…という『西遊記』のストーリーに沿いながら、以下のように当時の世相を取り入れた漫画らしい脚色を加えている。
- 天界で暴れた孫悟空を退治に現れた二郎真君はターザンのような姿。また、連載開始当時は朝鮮戦争に国連軍が派遣されていたことから天界側の軍勢には国連軍の旗をかざした人物がいる。
- 三蔵が孫悟空を戒める緊箍呪は童謡『お猿のかごや』。
- 車遅国の国王の姿や口癖（「あ、そう」）は昭和天皇がモチーフ。
- 牛魔王の子供である紅孩児は、大人も手を焼く「ティーンエイジャー」。
- 妖怪に捕らえられた三蔵を、妖怪の子供が「ユール・ブリンナー人形」といってオモチャにする。
- 正月の初夢という設定で、手塚が三蔵と入れ替わって旅行をする話が存在する。

また、いわゆる「八十一難」についてはエピソードの入れ替えや省略もあり、原作では火焔山のエピソードよりも前に登場する紅孩児は、本作では後から出てくることになっている。
原作の性格もあり、当時の雑誌連載漫画としては異例ともいえる7年にもわたる長期連載作品となった。手塚は、手塚治虫漫画全集（講談社）の本作の「あとがき」で自由奔放に執筆したことを記している。
その一方で孫悟空はこの当時、日本ではニホンザルに似せて尾が短く描かれることが珍しくなかったが尾が長い姿をしており、実在のモデルとされるアカゲザルの特徴を反映している。また、沙悟浄も河童ではなく、「登場時には首からされこうべを通した紐をぶら下げている」という点が除かれた以外は、明代の「李卓吾先生批評西遊記」の挿絵に見られるような中国で刊行された刊本に見られる姿に近い。
さらに、『西遊記』の翻案作品においてはしばしば人格をなくされたり、人間形のキャラクターにされる玉龍の化した白馬も手塚のお遊びで馬になっても龍のひげが長く伸びた姿をしており、性別は女性に設定されているがきちんと「人格を持った馬」として描かれているなど原作の設定を押さえて描かれている一面がある。
これは、手塚が本作の執筆に際して、以前に見た中国のアニメーション映画『西遊記 鉄扇公主の巻』（1941年。原題は『鉄扇公主』）から影響を受けていることも関係していると見られる。この点について手塚は「特に火焔山のエピソードについては、『鉄扇公主』と似たものになってしまった」と上記の「あとがき」で記している。
また、孫悟空は仏門に帰依してからは正義を愛するキャラクターとなり、三蔵法師に対しても「お師匠（さま）」と敬意を持って接している。この点は後に虫プロダクションが制作したテレビアニメの『悟空の大冒険』とは大きく異なる。
当初の連載時は毎回巻頭のカラー4色刷で掲載され、手塚自身が色鉛筆で色指定を行った。後の単行本では白黒となったが、2006年にジェネオンエンタテインメントから初発表時を再現したフルカラー版の単行本が限定3000部で刊行されている。
手塚治虫生誕90周年記念書籍「テヅコミ」Vol.2（マイクロマガジン社）にてスペイン人作家のケニー・ルイスによる作画（翻訳：高木菜々）のトリビュート読み切り漫画『孫悟空 猫の巻』が発表された。

### トキワ荘版
当時の手塚は各社の連載を抱えて多忙を極めていたが、1957年の2月に他の出版社が手塚を連れだしてしまい行方不明になってしまったことがあった。本作の同年4月号掲載分の締め切り間際になっても手塚の居所がつかめなかったため、担当編集者の壁村耐三は当時トキワ荘に在住していた若手漫画家である赤塚不二夫、石ノ森章太郎、藤子・F・不二雄、藤子不二雄Ⓐの4人に代筆を依頼し、代原稿が一晩で完成した。
しかし締め切り当日になって手塚の描いた原稿が編集部に届いたためこの代原稿は没となり、幻の作品となってしまった（原稿料は支払われたという）。その後この原稿は1992年発売の「別冊COMIC BOXvol.4 ある日の手塚治虫」に『トキワ荘版 ぼくのそんごくう』として特別掲載された。
なお、この時のエピソードは代原を描いた藤子不二雄Ⓐの視点からは『愛…しりそめし頃に…』の1巻に、逃亡中の九州で松本零士、井上智、大野豊、高井研一郎といった「九州漫画研究会」のメンバーを現地アシスタントとして原稿を書いた手塚側の視点からは『ブラック・ジャック創作秘話〜手塚治虫の仕事場から〜』の2巻で、それぞれ漫画化されている。また、石ノ森章太郎の視点からのテレビドラマが、「24時間テレビ41「愛は地球を救う」」内で放送された単発ドラマ『ヒーローを作った男 石ノ森章太郎物語』でのエピソードの1つとして放送された。

## 初出
『漫画王』1952年2月号～1959年3月号

## 単行本
- 『ぼくの孫悟空』（秋田書店、1953年～1957年、全3巻）
- 手塚治虫漫画全集『西遊記』（光文社、1960年、全3巻）[1]
- 手塚治虫漫画全集『ぼくの孫悟空』（講談社、1977年～1980年、全8巻）- 8巻に「リンリンちゃん」を収録
- 秋田文庫『ぼくの孫悟空』（秋田書店、2001年、全4巻）
- オールカラー版『ぼくのそんごくう』（ジェネオンエンタテインメント、2006年）
- 手塚治虫文庫全集『ぼくの孫悟空』（講談社、2010年～2011年、全3巻）

## アニメ化
原作に知名度があることから、何度かアニメ化の題材となってきた。

### 西遊記 (1960年の映画)
最初のアニメ化は、連載終了からまもない1960年に東映動画が制作した劇場アニメ『西遊記』である。キャラクターデザインやストーリーは大幅に改変され、オリジナルに近い作品に仕上がっている。
この作品には手塚もスタッフとして加わり、自らストーリーボードを描くなどしている。ただし、途中からは多忙で顔出しできなくなり、自分の代わりに石ノ森章太郎とアシスタントだった月岡貞夫を助手として現場に派遣した。手塚にとっては原作者という側面と、アニメ制作の勉強という目的もあっての参加であったが、制作の進め方を巡って東映動画側のスタッフと齟齬が生じた面もあった。この経験が自ら虫プロダクションを創設するきっかけにもなった。

### 悟空の大冒険
1967年に杉井ギサブローを監督として本作をベースとしたテレビアニメ『悟空の大冒険』を虫プロダクションが制作、フジテレビ系で放映された。この作品は杉井が手塚から大胆な改変の了解を得たことから、思い切ったスラップスティック作品となり、キャラクターデザインも含め「ぼくのそんごくう」から離れたものとなった。

### 手塚治虫物語 ぼくは孫悟空
1989年8月27日には、日本テレビ『24時間テレビ「愛は地球を救う」12』で毎年恒例になっていた手塚治虫のテレビスペシャルアニメの1作として『手塚治虫物語 ぼくは孫悟空』を手塚プロが制作し、日本テレビ系で放映された。これは本作の孫悟空の宇宙版（いわゆるSF物）で、病床の前年の秋に手塚治虫がシノプシスを提供したが、完成を見ずに放送年の2月に手塚は死去した。『西遊記』の部分は波多正美が監督し、手塚が死去したことで手塚の自伝風漫画をアニメ化したパートをりんたろう監督が追加製作し、「かつて西遊記のアニメを見て感銘を受けた手塚少年が、やがて大人になって自分なりの『ぼくのそんごくう』を企画し、それを語る」という形で、1本の作品として放送された。手塚によるアニメスペシャルはこの年で最後となり、『24時間テレビ』のアニメスペシャルも翌年で終了した。そのため、第1回（1978年）から携わってきた手塚プロも、今回をもって『24時間テレビ』から離れることとなった。なおこの年の『24時間テレビ』放送内では、各コーナーのタイトル表示や深夜企画の提供クレジットなど随所に孫悟空が登場していた。
声の出演
- 手塚治虫(少年) - 石井邦和
- 手塚治虫(中学) - 草尾毅
- 手塚治虫(成人) - 小林恭治
- 母 - 清水マリ
- ヒゲオヤジ - 富田耕生
- 岡本京子 - 小山茉美
- 萬籟鳴 - 川久保潔
- 孫悟空 - 田中真弓
- ルーラー - 小山茉美
- サンゾー - 塩沢兼人
- ハッカイ - 西尾徳
- サゴジョー - 増岡弘
- 羅刹女 - 藤田淑子
- 牛魔王 - 内海賢二

スタッフ
- 原案 - 手塚治虫
- 監督 - りんたろう、波多正美
- 脚本 - 山下久仁明、りんたろう、波多正美
- キャラクターデザイン - 手塚治虫（「ぼくの孫悟空」より）、百瀬義行、松原徳弘
- 作画監督 - 百瀬義行
- 美術監督 - 金村勝義
- 作画監督 - 赤堀幹治、松山まや
- 音楽 - 丸谷晴彦

エンディングテーマ
- 「地球のうた」

作詞・作曲 - 柳沼由紀枝 / 編曲 - 加藤秀樹 / 歌 - クレヨン社
| 日本テレビ系列 『24時間テレビ』内アニメ      | 日本テレビ系列 『24時間テレビ』内アニメ | 日本テレビ系列 『24時間テレビ』内アニメ              |
| 前番組                                       | 番組名                                  | 次番組                                               |
| -------------------------------------------- | --------------------------------------- | ---------------------------------------------------- |
| 銀河探査2100年 ボーダープラネット （1986年） | 手塚治虫物語 ぼくは孫悟空 （1989年）    | それいけ!アンパンマン みなみの海をすくえ! （1990年） |

### 悟空の著作権入門
1990年には悟空の大冒険のキャラクターが登場し著作権を解説する教育ビデオを製作。著作権法に基づき1997年、2008年に一部改定されている。声優は八戒役の滝口以外は一新されている。
声の出演
- ナレーター - 篠原大作
- 悟空 - 松岡洋子
- 三蔵 - 堀内賢雄
- 沙悟浄 - 龍田直樹
- 竜子 - かないみか
- ムダン大王 - 笹岡繁蔵
- 八戒 - 滝口順平

スタッフ
- キャラクターデザイン - 手塚治虫
- プロデューサー - 久保田稔、清水義裕
- 監督・絵コンテ - 平田敏夫
- 脚本 - 清水敬子
- 作画監督・原画 - 神村幸子
- 美術監督・背景 - 市原美恵子
- 音楽 - 後藤慶一
- 企画・監修 - 文化庁、（社）著作権情報センター
- 製作 - 手塚プロダクション

### ぼくの孫悟空 (2003年の映画)
手塚没後の2003年に本作をベースとした劇場アニメ『ぼくの孫悟空』を手塚プロが制作し、松竹系で公開された。過去のアニメ化作品の中ではもっとも原作に近いものになっている。

## 舞台
『GOKÛ』（ゴクウ）のタイトルで、2016年2月にAiiA 2.5 Theater Tokyoで上演。主演は喜矢武豊、脚本・演出は児玉明子が担当。
千秋楽公演は全国でライブビューイングも開催。2016年5月26日、DVDリリース。

### キャスト
- 孫悟空 - 喜矢武豊（ゴールデンボンバー） [4]
- 玄奘三蔵 - 月船さらら [4]
- 猪八戒 - みのすけ [4]
- 沙悟浄 - 土屋裕一 [4]
- 紅孩児 - 佐々木喜英 [4]
- 金角 - 塩田康平 [4]
- 銀角 - 佐伯大地 [4]
- 観世音菩薩 - 真田怜臣 [4]
- 羅刹女 - 大沢逸美 [4]
- 牛魔王 - 西岡德馬 [4]

### スタッフ
- 原作 - 手塚治虫『ぼくの孫悟空』
- 脚本・演出 - 児玉明子